# Ilha Darwin (Antártida)
A Ilha Darwin é uma ilha localizada no Oceano Antártico pertencente às Ilhas Danger, situada a 18 km leste-sudeste da extremidade leste da Ilha Joinville, na costa noroeste da Península Antártica. Foi descoberta em 1842 durante a expedição britânica comandada por James Clark Ross, e nomeada em homenagem a Charles Darwin.